# جوليان إيدلمان
جوليان إيدلمان (بالإنجليزية: Julian Edelman)‏ هو لاعب كرة قدم أمريكية أمريكي، ولد في 22 مايو 1986 في ريدوود في الولايات المتحدة.

## وصلات خارجية
- جوليان إيدلمان على موقع مرجع كرة القدم المحترفة.كوم (الإنجليزية)